# Kaiser Wilhelm II. (Schiff, 1889)
Der Reichspostdampfer Kaiser Wilhelm II. wurde für den Reichspostdampferdienst nach Australien gebaut. Er war zu dieser Zeit das größte Schiff des Norddeutschen Lloyd (NDL) und sollte vor allem viele Passagiere für die noch recht neue Linie gewinnen.

## Einsatz alsKaiser Wilhelm II.
Die mit 6990 BRT gegenüber den ersten Postdampfern fast doppelt so große Kaiser Wilhelm II. blieb ein Einzelschiff. Sie startete ihre Jungfernreise am 27. August 1889 auf der Hauptstrecke des NDL von Bremerhaven nach New York. Sie war größer als die sonst eingesetzten Schnelldampfer und nur geringfügig langsamer. Am 2. Oktober 1889 startete sie dann erstmals als größtes Schiff auf dieser Route nach Australien. In Sydney wurde das große und schnelle Schiff von 20.000 Menschen besichtigt. Als Partner zog der NDL seinen ältesten, bei John Elder in Glasgow gebauten Schnelldampfer Elbe (4510 BRT, 1881, 330 Passagiere, 2255 tdw, 16 kn) vom Nordatlantik ab, und setzte ihn auch dreimal nach Australien ein.
Es gab jedoch Schwierigkeiten, die Passagierkapazität des Paares auszulasten, da die geringe Frachtkapazität keinen wirtschaftlichen Betrieb erlaubte. So wurde die Elbe schon nach drei Reisen wieder abgezogen und auch die Kaiser Wilhelm II. kam auch nur zu sechs Rundfahrten auf der Strecke, für die sie gebaut worden war. Schon am 24. Juni 1890 führte sie erstmals eine Kreuzfahrt nach Norwegen durch.
Etwas umgebaut und jetzt mit 6661 BRT vermessen, kam sie ab dem 22. Oktober 1892 auf dem Nordatlantik zum Einsatz und fuhr am 30. November 1892 von New York nach Genua und Neapel. Diese Strecke hatte der NDL am 24. Oktober 1891 mit dem Schnelldampfer Fulda (4814 BRT) eröffnet, der auch die erste Fahrt von New York ins Mittelmeer gemacht hatte. Am 4. Januar 1892 war der Schnelldampfer Werra (4815 BRT) als zweites Schiff auf der neuen Linie zum Einsatz gekommen.
Am 5. Juni 1893 sank die Kaiser Wilhelm II. durch einen Ventilschaden am Kai in Genua, konnte jedoch schnell wieder hergestellt werden und nahm schon am 8. Juli von Bremen erneut den Nordatlantikdienst auf. Ab dem 8. November 1893 kam sie wieder auf der Mittelmeerstrecke zum Einsatz und verließ letztmals am 18. Dezember 1900 New York Richtung Mittelmeer.
Neben ihr befanden sich in der Regel drei Schnelldampfer im Einsatz. Auch die Ems (Ersteinsatz 16. April 1896), die Aller (Ersteinsatz 21. Oktober 1897) und die Trave (erstmals 20. März 1900) wurden neben den beiden vorgenannten auf der Mittelmeer - New York - Strecke eingesetzt.
Daneben gab es Fahrten weiterer Schiffe, wie die der vom Ostasien-Dienst wieder abgezogenen Kronprinz Friedrich Wilhelm und Neckar (I). Es gelang dem NDL, die Spitzenstellung im  Mittelmeer - New York - Dienst zu erreichen. 1897 beförderte der NDL 18.480 Passagiere nach New York und sogar 18.565 in Richtung Mittelmeer. Er konnte über 38 % des Verkehrs auf dieser Strecke abwickeln.

## Einsatz alsHohenzollern
Am 31. Dezember 1900 umbenannt, nahm die ehemalige Kaiser Wilhelm II. als Hohenzollern am 9. Januar 1901 ihren Dienst auf der Mittelmeerstrecke wieder auf und wurde dort letztmals am 21. Mai 1906 eingesetzt. Die Partnerschiffe der Hohenzollern (II) waren anfangs die Werra (bis August 1901), die Aller (bis November 1902) sowie die Schnelldampfer Lahn (Ersteinsatz 13. November 1901) und die umgebaute Kaiserin Maria Theresia (ex Spree, sieben Reisen 1901–1904)
1903 wurde die Hohenzollern nochmals renoviert, erhielt neue Kessel und konnte jetzt 18 kn laufen. Neben zwei verbliebenen alten Schnelldampfern kamen jetzt die beiden bislang nach Ostasien eingesetzten Barbarossa-Dampfer König Albert und Prinzess Irene auf der Mittelmeer - New York-Linie zum Einsatz. Neben dem Liniendienst machte die Hohenzollern auch Kreuzfahrten, so 1904 eine Fahrt von Barcelona über Marseille nach Alexandria und übernahm dann im Juni 1904 in Genua die Gäste einer Kreuzfahrt, die der Schnelldampfer Kaiserin Marie Theresia durchführte, der an die russische Marine verkauft worden war. Die Hohenzollern setzte die Fahrt nach Venedig und Alexandria und zurück nach Bremerhaven fort.

## Endschicksal
Ab Juni 1906 kam die Hohenzollern nur noch für Kreuzfahrten und gelegentlich auf der Strecke Marseille – Alexandria zum Einsatz.
Am 10. April 1908 strandete sie auf einer Kreuzfahrt vor Alghero (Sardinien) und wurde nach der Bergung zum Abbruch in Italien verkauft.